# Cryphalogenes
Cryphalogenes är ett släkte av skalbaggar. Cryphalogenes ingår i familjen vivlar.
Kladogram enligt Catalogue of Life:
| Cryphalogenes | \| \| Cryphalogenes euphorbiae \| \| \| \| \| \| Cryphalogenes exiguus \| \| \| \| |
|               | \| \| Cryphalogenes euphorbiae \| \| \| \| \| \| Cryphalogenes exiguus \| \| \| \| |
|               | Cryphalogenes euphorbiae                                                           |
|               |                                                                                    |
|               | Cryphalogenes exiguus                                                              |
|               |                                                                                    |